# Leptotrioza tutcheriae
Leptotrioza tutcheriae är en insektsart som beskrevs av Yang 1984. Leptotrioza tutcheriae ingår i släktet Leptotrioza och familjen spetsbladloppor. Inga underarter finns listade i Catalogue of Life.